# Subdivision-Chassé–Rang-Sept-et-Huit
Subdivision-Chassé–Rang-Sept-et-Huit est une autorité taxatrice de la communauté rurale canadienne de Kedgwick, dans le comté de Restigouche, au nord-ouest du Nouveau-Brunswick.

## Représentation
Nouveau-Brunswick : Subdivision-Chassé–Rang-Sept-et-Huit fait partie de la circonscription provinciale de Restigouche-La-Vallée, qui est représentée, depuis 2010, à l'Assemblée législative du Nouveau-Brunswick par Martine Coulombe, du Parti progressiste-conservateur.
 Canada : Subdivision-Chassé–Rang-Sept-et-Huit fait partie de la circonscription fédérale de Madawaska-Restigouche, qui est représentée à la Chambre des communes du Canada par Jean-Claude D'Amours, du Parti libéral, élu lors de la 38e élection générale, en 2004, puis réélu en 2006 et en 2008.

## Impôts
En 2011, le taux de la taxe foncière locale est, à Subdivision-Chassé–Rang-Sept-et-Huit, de 0,5456 %, celui de la taxe foncière combinée de 1,1771 %.

## Histoire
Avant le 15 mars 2012, Subdivision-Chassé–Rang-Sept-et-Huit faisait partie du district de services locaux (DSL) de Grimmer.